# Схід штату Рондонія (мезорегіон)
Схід штату Рондонія (порт. Mesorregião do Leste Rondoniense) — адміністративно-статистичний мезорегіон в Бразилії, входить в штат Рондонія. Населення становить 993 054 чоловік на 2006 рік. Займає площу 129 600,165 км². Густота населення — 7,7 чол./км².

## Склад мезорегіону
В мезорегіон входять такі мікрорегіони:
1. Алворада-Д'Оесті
2. Арікеміс
3. Какоал
4. Колораду-ду-Оесті
5. Жи-Парана
6. Вільєна

| Бразилія | Це незавершена стаття з географії Бразилії. Ви можете допомогти проєкту, виправивши або дописавши її. |